# مزوراکا
مزوراکا (به ایتالیایی: Mesoraca) یک کومونه در ایتالیا است که در استان کروتون واقع شده‌است.

## خصوصیات
مزوراکا ۹۲٫۶ کیلومترمربع مساحت و ۷٬۱۲۵ نفر جمعیت دارد و ۱ متر بالاتر از سطح دریا واقع شده‌است.

## خواهرخوانده
شهر لاونا پونت ترسا خواهرخواندهٔ مزوراکا هست.